# ドゥシャン・アンジェルコヴィッチ
ドゥシャン・アンジェルコヴィッチ（セルビア語: Душан Анђелковић、英語: Dušan Anđelković、1982年6月15日 - ）は、ユーゴスラビア（現・セルビア）・クラリェヴォ出身の元サッカー選手。現役時代のポジションはDF。主に左サイドバックとしてプレーした。

## 経歴
2001年から2002年までスロガ・クラリェヴォに所属し、15試合出場4得点を記録。2002年から2003年まではムラドスト・ルチャニで29試合に出場し、16得点を記録した。2004年にはラドニチュキ・ベオグラードへレンタル移籍をし、29試合出場5得点。翌2005年は、ヴォジュドヴァツへ移籍をし、17試合出場1得点を挙げた。2005年途中からレッドスター・ベオグラードへ加入し、合計77試合に出場し1得点。ロシアのFCロストフでプレーをし、FCクラスノダールへ移籍。2014年12月29日、かつて所属したレッドスターへアレクサンダル・ルコヴィッチと共に復帰することが発表された。2018年4月、2017-18シーズンをもって現役を引退することを発表した。
セルビア代表として、2007年11月24日のカザフスタン戦で代表初キャップを記録している。

## 所属クラブ
- FKスロガ・クラリェヴォ 2001-2002
- FKムラドスト・ルチャニ 2002-2003

→ FKラドニチュキ・ベオグラード 2004 (loan)
- FKヴォジュドヴァツ 2005
- / レッドスター・ベオグラード 2005-2008
- コジャエリスポル 2008
- FCロストフ 2009-2010
- FCクラスノダール 2011-2014
- レッドスター・ベオグラード 2015-2018

## タイトル
レッドスター・ベオグラード
- スーペルリーガ : 20005-06, 2006-07, 2015-16, 2017-18
- セルビア・モンテネグロカップ : 2005-06
- セルビア・カップ : 2006-07